# Benjamin Savšek
Benjamin Savšek (Lubiana, 24 marzo 1987) è un canoista sloveno, specializzato nella canoa slalom, campione olimpico ai Giochi olimpici estivi di Tokyo 2020.

## Biografia
Ha rappresentato la Slovenia a tre edizioni consecutive dei Giochi olimpici estivi: Londra 2012, Rio de Janeiro 2016 e Tokyo 2020, terminando rispettivamente ottavo, sesto e primo nella canoa slalom monoposto.

## Palmarès
- Giochi olimpici

Tokyo 2020: oro nello slalom C1;
- Mondiali slalom

Praga 2013: bronzo nel C1;
Deep Creek Lake 2014: argento nel C1; bronzo nel C1 squadre;
Londra 2015: argento nel C1; bronzo nel C1 squadre;
Pau 2017: oro nel C1;
Rio de Janeiro 2018: argento nel C1 squadre;
- Europei slalom

Augusta 2012: bronzo nel C1;
Cracovia 2013: bronzo nel C1 a squadre;
Vienna 2014: oro nel C1 a squadre;
Markkleeberg 2015: oro nel C1;
Tacen 2017: argento nel C1 a squadre;
Pau 2019: oro nel C1; oro nel C1 a squadre;
Praga 2020: oro nel C1; oro nel C1 a squadre;
Ivrea 2021: bronzo nel C1 a squadre;
- Europei U23 slalom

Nottingham 2006: argento nel C1 squadre;
Solkan 2008: bronzo nel C1;
Liptovský Mikuláš 2009: oro nel C1 a squadre;
Markkleeberg 2010: argento nel C1 squadre;